# Idiochlora innotata
Idiochlora innotata är en fjärilsart som beskrevs av Walker 1861. Idiochlora innotata ingår i släktet Idiochlora och familjen mätare. Inga underarter finns listade i Catalogue of Life.